# Азра Хадзіч
Азра Хадзіч (англ. Azra Hadzic; нар. 26 листопада 1994) — колишня австралійська тенісистка.
Найвищу одиночну позицію світового рейтингу — 301 місце досягла 1 квітня 2013, парну — 512 місце — 27 січня 2014 року.
Здобула 1 одиночний титул туру ITF.
Завершила кар'єру 2014 року.

## Фінали ITF (1–1)

### Одиночний розряд (1–1)
| Легенда          |
| ---------------- |
| турніри $100,000 |
| турніри $75,000  |
| турніри $50,000  |
| турніри $25,000  |
| турніри $15,000  |
| турніри $10,000  |

| Фінали за покриттям |
| ------------------- |
| Тверде (1–0)        |
| Ґрунт (0–0)         |
| Трава (0–1)         |
| Килим (0–0)         |

| Результат | Ранг | Дата            | Турнір              | Покриття | Суперниця     | Рахунок       |
| --------- | ---- | --------------- | ------------------- | -------- | ------------- | ------------- |
| Поразка   | 1.   | 18 лютого 2013  | Мілдьюра, Австралія | Трава    | Ксенія Ликіна | 6–7(3–7), 3–6 |
| Перемога  | 1.   | 16 вересня 2013 | Кернс, Австралія    | Тверде   | Джессіка Мор  | 6–3, 3–6, 6–2 |